# Eric Osborne
Eric Osborne (* 25. Februar 1997 in Oshawa, Ontario) ist ein kanadischer Schauspieler und Musiker.

## Leben und Karriere
Osborne wurde im Februar 1997 in Oshawa in der Provinz Ontario geboren. Die Familie zog nach Newcastle, wo Osborne aufwuchs.
Von Juli 2013 bis Juli 2015 hatte Osborne die Rolle des Miles Hollingsworth III in der kanadischen Jugendserie Degrassi: The Next Generation inne. Nach der Einstellung von Degrassi: The Next Generation übernimmt Osborne dieselbe Rolle in der Fortsetzung Degrassi: Die nächste Klasse. Die Fernsehserie ist seit Januar 2016 auf Netflix abrufbar.
Neben der Schauspielerei ist Osborne auch als Musiker unterwegs.

## Filmografie
- 2013–2015: Degrassi: The Next Generation (Fernsehserie, 50 Episoden)
- 2016–2017: Degrassi: Die nächste Klasse (Degrassi: Next Class, Fernsehserie)
- 2019: Ticker Than Water (Fernsehfilm)
- 2021: Night Raiders